# Maciej Majkut
Maciej Antoni Majkut (ur. 5 maja 1946 w Oświęcimiu) – polski technik mechanik i działacz socjalistyczny, poseł na Sejm PRL VI i VII kadencji.

## Życiorys
Syn Alfonsa i Antoniny. W 1961 wstąpił do Związku Młodzieży Socjalistycznej, a w 1966 do Polskiej Zjednoczonej Partii Robotniczej. W tym samym roku ukończył Technikum Chemiczne w Oświęcimiu (zdobywając wykształcenie średnie i zawód technik mechanik), a w 1969 został absolwentem Międzywojewódzkiej Szkoły Partyjnej przy KW PZPR w Katowicach. Pracował jako kontroler aparatury pomiarowej w Zakładach Chemicznych „Oświęcim”. 9 listopada 1977 został przewodniczącym Zarządu Wojewódzkiego Związku Socjalistycznej Młodzieży Polskiej i Rady Wojewódzkiej Federacji Socjalistycznych Związków Młodzieży Polskiej w Bielsku-Białej. Następnie został członkiem Komitetu Zakładowego PZPR Zakładów Chemicznych „Oświęcim” oraz Komitetu Powiatowego i Komitetu Miejskiego partii w Oświęcimiu, potem zasiadł w Komitecie Wojewódzkim PZPR w Bielsku-Białej. W 1972 i 1976 uzyskiwał mandat posła na Sejm PRL w okręgach kolejno Chrzanów i Bielsko-Biała. Przez dwie kadencje zasiadał w Komisji Górnictwa, Energetyki i Chemii. Ponadto w trakcie VI kadencji pełnił funkcję sekretarza Sejmu i zasiadał w Komisji Prac Ustawodawczych, a w trakcie VII w Komisji Gospodarki Morskiej i Żeglugi. Od 1978 do 1979 był członkiem egzekutywy KW PZPR w Bielsku-Białej, od czerwca 1980 do sierpnia 1981 I sekretarzem KZ ZCh „Oświęcim”, od września 1981 do lutego 1982 kierownikiem MOPIW w KM PZPR w Oświęcimiu, a od marca 1982 do lutego 1984 w KW PZPR zastępcą kierownika i prawdopodobnie starszym instruktorem Rejonowego Ośrodka Pracy Partyjnej w Oświęcimiu.
Otrzymał kilkanaście odznaczeń, m.in. Złoty i Srebrny Krzyż Zasługi, Brązowy Medal „Za zasługi dla obronności kraju” oraz Srebrne i Brązowe odznaczenie im. Janka Krasickiego.